# George A. Romero
George Andrew Romero (n. 4 februarie 1940, New York City, New York, SUA – d. 16 iulie 2017, Toronto, Ontario, Canada) a fost un regizor de film, scriitor și actor american. A devenit cunoscut datorită seriei de filme Noaptea morților vii, care înfățișa o apocalipsă cauzată de zombi și formula o serie de critici la adresa societății contemporane.

## Filmografie (regizor)
- Noaptea morților vii (1968)
- There's Always Vanilla (1971)
- Season of the Witch (1973)
- The Crazies (1973)
- O. J. Simpson: Juice on the Loose (1974)
- The Amusement Park (1975)
- Martin (1978)
- Dimineața morților (1978)
- Knightriders (1981)
- Creepshow (1982)
- Ziua morților (1985)
- Un experiment al groazei (1988)
- Due occhi diabolici  (1990)
- Jumătatea întunecată (1993)
- Jacaranda Joe (1994)
- Fără identitate (2000)
- Tărâmul morții (2005)
- Întorși dintre morți (2007)
- Survival of the Dead (2009)

TV
- Tales from the Darkside
  - The Movie
- Iron City Asskickers